# Dodawanie macierzy
Dodawanie macierzy – działanie dwuargumentowe w zbiorze macierzy {\displaystyle M_{m\times n}} o ustalonych wymiarach {\displaystyle m\times n,} które elementowi o współrzędnych {\displaystyle i,j} wynikowej macierzy {\displaystyle C} przypisuje sumę elementów macierzy {\displaystyle A} i {\displaystyle B} o tych samych współrzędnych {\displaystyle i,j{:}}
{\displaystyle c_{ij}=a_{ij}+b_{ij}.}
Symbolicznie można to zapisać:
{\displaystyle A+B=(a_{ij}+b_{ij})\iff (A+B)_{ij}=a_{ij}+b_{ij}.}
Jeśli elementy macierzy należą do pewnej grupy abelowej, to zbiór macierzy o tych samych wymiarach z działaniem dodawania tworzy grupę abelową.
Zgodnie z definicją, aby dodać dwie macierze, dodaje się do siebie elementy o tych samych współrzędnych:
{\displaystyle {\begin{bmatrix}a_{11}&a_{12}&\ldots &a_{1n}\\a_{21}&a_{22}&\ldots &a_{2n}\\\vdots &\vdots &\ddots &\vdots \\a_{m1}&a_{m2}&\ldots &a_{mn}\end{bmatrix}}+{\begin{bmatrix}b_{11}&b_{12}&\ldots &b_{1n}\\b_{21}&b_{22}&\ldots &b_{2n}\\\vdots &\vdots &\ddots &\vdots \\b_{m1}&b_{m2}&\ldots &b_{mn}\end{bmatrix}}={\begin{bmatrix}a_{11}+b_{11}&a_{12}+b_{12}&\ldots &a_{1n}+b_{1n}\\a_{21}+b_{21}&a_{22}+b_{22}&\ldots &a_{2n}+b_{2n}\\\vdots &\vdots &\ddots &\vdots \\a_{m1}+b_{m1}&a_{m2}+b_{m2}&\ldots &a_{mn}+b_{mn}\end{bmatrix}}}
W analogiczny sposób odejmuje się macierze.

## Przykłady
- suma i różnica dwóch macierzy stopnia {\displaystyle 2\times 3} o wyrazach rzeczywistych:

{\displaystyle {\begin{bmatrix}1{,}3&2&3\\1&2&9\end{bmatrix}}+{\begin{bmatrix}1{,}2&2&11\\3&-4&7\end{bmatrix}}={\begin{bmatrix}2{,}5&4&14\\4&-2&16\end{bmatrix}}}
{\displaystyle {\begin{bmatrix}1{,}3&2&3\\1&2&9\end{bmatrix}}-{\begin{bmatrix}1{,}2&2&11\\3&-4&7\end{bmatrix}}={\begin{bmatrix}0{,}1&0&-8\\-2&6&2\end{bmatrix}}}
- suma dwóch macierzy {\displaystyle 3\times 2} o wyrazach z ciała {\displaystyle \mathbb {Z} _{7}}:

{\displaystyle {\begin{bmatrix}3&2\\5&2\\3&4\end{bmatrix}}+{\begin{bmatrix}2&2\\3&4\\3&3\end{bmatrix}}={\begin{bmatrix}5&4\\1&6\\6&0\end{bmatrix}}}
(Informacje o ciele {\displaystyle \mathbb {Z} _{7}} można znaleźć w tym artykule.)
- Suma macierzy

{\displaystyle A={\begin{bmatrix}2&4\\3&2\\6&-5\end{bmatrix}}} oraz {\displaystyle B={\begin{bmatrix}1&2&4\\5&5&0\\2&7&-1\end{bmatrix}}}
nie istnieje, gdyż macierze {\displaystyle A} i {\displaystyle B} mają różne wymiary.